# 大鳍间吸鳅
大鳍间吸鳅（学名：Hemimyzon macroptera）为平鳍鳅科间吸鳅属的鱼类。在中国，分布于南盘江等，常见于清水河溪多砂石河段。该物种的模式产地在宜良。

## 扩展阅读
維基物種上的相關：大鳍间吸鳅